# Raoul Bonamy
Pour les articles homonymes, voir Bonamy.
Ne doit pas être confondu avec Raoul Bonnamy.

a Compétitions nationales et continentales officielles uniquement.

b Matchs officiels uniquement.
Raoul Bonamy, né le 13 décembre 1905 à Saint-Jean-d'Angély (France) et mort le 21 avril 1993 à Lesparre-Médoc (France), est un joueur international français de rugby à XV et international français de rugby à XIII. 

## Biographie
Raoul Bonamy a joué au poste de troisième ligne aile (1,78 m pour 84 kg) au SA Bordeaux et dans plusieurs autres clubs. Il est international en rugby à XV, disputant deux matchs internationaux en 1928, et en rugby à XIII. Il est surnommé Mammouth et était très ami avec un autre joueur, Jean Jardel. Il est entraîneur-joueur de Bordeaux XIII dans les années 1930.
Militaire de carrière, tout comme son frère Jean-Roger et son père François (gendarme), il fait l'école militaire et obtient son bac. Il est été gardien du port autonome de Bordeaux puis enseigne le sport au lycée Michel-Montaigne à Bordeaux. Il est marié à Yvonne tardivement et n'a jamais eu d'enfant. À la fin de sa vie, il perd la vue. Lors d'une hospitalisation, il s'est débranché pour se donner la mort.
Il meurt le 21 avril 1993 à Lesparre-Médoc.

## Palmarès

### En rugby à XV
- Finaliste de la Coupe de France en 1944 avec le Stade bordelais UC.

### En rugby à XIII
- Finaliste du Championnat de France en 1936 avec Bordeaux XIII.
- Vainqueur du Championnat de France en 1937 avec Bordeaux XIII.

#### Détails en sélection
| 1. | 23 novembre 1935 | Pays de Galles | 7-41 | Coupe d'Europe | Pilier | - | - | - | - |

#### Statistiques en club
| Saison    | Saison        | Championnat           | Championnat | Coupe           | Coupe      |
| Saison    | Saison        | Comp.                 | Class.      | Comp.           | Class.     |
| --------- | ------------- | --------------------- | ----------- | --------------- | ---------- |
| 1934-1935 | Bordeaux XIII | Championnat de France | 2e          | Coupe de France | 1/2 finale |
| 1935-1936 | Bordeaux XIII | Championnat de France | Finaliste   | Coupe de France | 1/2 finale |
| 1936-1937 | Bordeaux XIII | Championnat de France | Champion    | Coupe de France | 1/2 finale |
| 1937-1938 | Bordeaux XIII | Championnat de France | 1/2 finale  | Coupe de France | 1/4 finale |
| 1938-1939 | Bordeaux XIII | Championnat de France | 1/2 finale  | Coupe de France | 1/2 finale |